# Grande-Bretagne aux Jeux paralympiques d'hiver de 1976
La Grande-Bretagne participe aux Jeux paralympiques d'hiver de 1976 à Örnsköldsvik. Elle y remporte aucune médailles , se situant à la dixième place des nations au tableau des médailles. La délégation britanniques regroupe 6 sportifs.